# Фолк-поп
Фолк-поп — музичний стиль, який може бути 1) сучасними народними піснями з великими, широкими поп аранжуваннями або 2) поп-піснями з інтимним, акустичним фольклорним аранжуванням. Виробничі цінності запису створили бездоганний стиль, який привернув увагу масової аудиторії, і, таким чином, призвів до комерційного успіху, що вимірюється високими продажами записів, зокрема, як це видно з того, що хіти досягли Топ-40 на радіо AM у Сполучених Штатах. Фолк-поп розвинувся під час буму народної музики та фолк-року 1960-х років. Ключовим прикладом фолк-поп-виконавців є The Kingston Trio та Peter, Paul and Mary, які мають контракти з великими звукозаписними лейблами (Capitol Records і Warner Brothers Records відповідно). Комерційно успішні артисти відрізнялися від більш політично заряджених і безкомпромісних виконавців народної музики, таких як Джоан Баез, Барбара Дейн, Одетта, Філ Окс, Ніна Сімон і The Weavers, або в останні десятиліття Трейсі Чепмен або Ані ДіФранко.